# Pôneis Malditos
Pôneis Malditos foi uma propaganda da Nissan exibida em 2011 para promover a picape Nissan Frontier. O comercial enaltece a potência do Frontier comparando outras picapes a "pôneis", em referência à unidade de medida cavalo. A versão para Internet contava com um clipe extra, referenciando uma "maldição do pônei". A propaganda foi feita pela agência de publicidade Lew'Lara\TBWA, que gostaria de fazer um comparativo "irreverente" e inspirou-se na "ousadia" da Nissan em publicidades passadas.
Pouco tempo após ser divulgado no dia 29 de julho, Pôneis Malditos ficou popular na Internet, estando entre os assuntos mais comentados do Twitter no mundo e inspirando a criação de diversas paródias e centenas de comunidades no Orkut. Na semana seguinte, foi o vídeo mais assistido do mundo no YouTube, e ultrapassou a marca de dez milhões de visualizações. A propaganda chegou a ser investigada pelo Conselho Nacional de Autorregulamentação Publicitária (Conar), mas o processo foi arquivado.
Pôneis Malditos, além de ser um dos maiores memes do ano e uma das propagandas mais compartilhadas, teve impacto significativo à Nissan, que teve suas vendas aumentadas em mais de 80% no mês da veiculação, além de conseguir maior participação no mercado e movimentação nas concessionárias. Uma nova propaganda baseada em Pôneis Malditos foi lançada no ano seguinte, intitulada Cavalgada dos Pôneis Malditos, que também ficou popular na Internet.

## Descrição

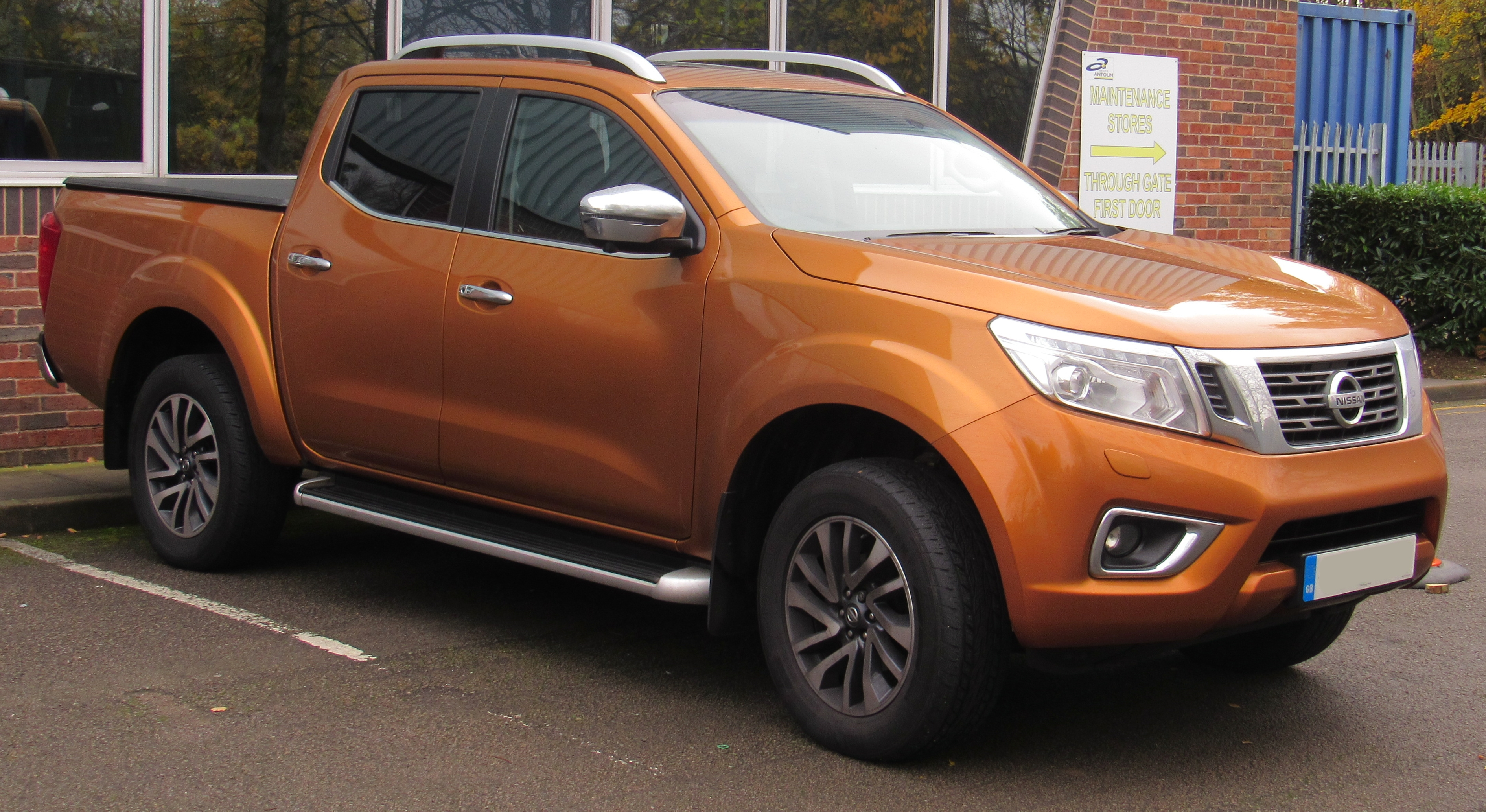
Uma Nissan Frontier

O comercial inicia com o narrador dizendo: "Você quer uma picape que tenha cavalos ou pôneis?", enquanto um motorista tenta desatolar sua picape, presa na lama. Sem sucesso, ele desce do carro, chuta o automóvel e grita: "Pôneis malditos!" Imediatamente, o capô do carro se abre, exibindo três pôneis correndo em um carrossel, cantando: "Pôneis malditos, pôneis malditos, venha com a gente atolar! Odeio barro, odeio lama (que nojinho!) Não vou sair do lugar!" Um dos pôneis voa e manda um beijo para o motorista, visivelmente confuso, e diz: "Te quiero!". A propaganda finaliza com pequenos vídeos de uma Nissan Frontier andando sobre lama enquanto o narrador enaltece a potência da picape, com "cavalos de verdade". Na televisão, a propaganda tem 30 segundos de duração, mas conta com uma cena extra na Internet. Segundo a cena, caso o vídeo não fosse compartilhado para dez pessoas, ela então ficaria com a "Maldição do Pônei", ficar eternamente com a música do Pônei Maldito na cabeça.

## Criação
A propaganda foi feita pela agência de publicidade Lew'Lara\TBWA para a cliente Nissan. Seus criadores foram Max Geraldo e Cesar Herszkowicz, com direção de criação de Jaques Lewkowicz, Manir Fadel, Mariana Sá e Luciano Lincoln. Foi produzido pela Corporação Fantástica, com direção de cena de Marlon Klug.
| “ | O segmento de picapes é muito competitivo, mas a participação de mercado da Nissan Frontier vem aumentando. Desta forma, queremos destacar os diferenciais do nosso modelo de uma forma irreverente, que demonstra a superioridade da inovação japonesa da Nissan. —Murilo Moreno, diretor de marketing da Nissan do Brasil. | ” |

Arte conceitual do carrossel de Pôneis Malditos feita pela Cabong Studios

Márcio Oliveira, vice-presidente de Operações da Lew'Lara que participou ativamente do planejamento e criação da campanha, citou como inspiração o fato da Nissan Frontier ser "[a] mais potente da categoria", um ponto relevante para o público, e completou: "Ora, se a caminhonete da Nissan é a que tem mais cavalos de potência, o resto é 'pôneipower'". Em outra entrevista, citou o passado da Nissan com inspiração: "Não é de hoje que a Nissan abusa de irreverência e polêmica ao adotar esta linha de comunicação [...] Falta coragem de fazer e aprovar, daí o mérito da Nissan em concordar com a ousadia".
Márcio comentou ainda sobre os bastidores da música utilizada no comercial. Em uma reunião da produção com executivos da Nissan, sua equipe apresentou um rascunho de como seria o jingle, e alguém comentou que a música "nunca [iria] sair da cabeça". Um redator sugeriu então que fosse utilizada a ideia da "Maldição do Pônei". Assim, foram criadas ações específicas para cada plataforma, mas integradas. Por exemplo, no Facebook, existia um aplicativo da "Maldição do Pônei" que começava com um pônei explicando como se livrar da maldição. Assim, o usuário poderia gravar sua própria maldição e compartilhar com amigos um vídeo personalizado com a sua voz distorcida, ou uma das maldições pré-definidas. Aqueles que recebessem os vídeos, os "amaldiçoados", receberiam um post por dia em seu mural, durante 5 dias, até que também acessassem o aplicativo e compartilhassem o vídeo.
A concepção artística dos personagens e a história foram feitas pela Cabong Studios. O estúdio fez os esboços e o desenvolvimento do "universo dos pôneis", com auxilio da Corporação Fantástica que transformou as ideias em 3D.

## Repercussão
Pôneis Malditos estreou na Internet e na televisão no dia 29 de julho de 2011. Rapidamente, tornou-se um vídeo viral popular na Internet. Em três dias, o assunto estava no topo dos Trending Topics do Twitter no Brasil e, globalmente, atingiu a sexta posição, com a hashtag #tuiteumfilmecomponeis. Durante esse período, o vídeo no YouTube acumulou quase dois milhões de visualizações. Em mais dois dias, o vídeo contava com 3,5 milhões de visualizações. Diversas paródias surgiram a partir de Pôneis Malditos. Uma delas foi a "Job Malditos", que entrou para os Trending Topics, com uma nova música para o anúncio, satirizando as dificuldades do trabalho em agências publicitárias, incluindo a falta de verbas, os prazos curtos e a dificuldade em agradar os clientes. Outras paródias incluíram uma versão funk da propaganda e versões futebolísticas referenciando Alecsandro e Paulo Odone.
Até a tarde de 4 de agosto, existiam, no Orkut, 499 comunidades criadas, a maior com 64 mil membros, e mais de mil tópicos citando o comercial. No Twitter, havia mais de 178 mil menções e oito perfis criados, o maior com 12 154 seguidores. No Facebook, quatorze grupos foram criados, o maior deles com mais de 1,8 mil membros. Nove eventos foram criados, o maior deles com 10 050 convidados. No YouTube, existiam mais de 1 010 vídeos, incluindo paródias e reproduções. O vídeo oficial contava com 6 313 664 visualizações, 17 206 comentários e mais de sete mil favoritos. Na mesma semana, foi o vídeo mais assistido do mundo na plataforma, e ultrapassou dez milhões de visualizações no dia 10. Em outubro, o vídeo tinha quinze milhões de visualizações.

### Processo no Conar
No dia 4 de agosto, foi anunciado que, após trinta reclamações, o Conselho Nacional de Autorregulamentação Publicitária (Conar) iria investigar o anúncio, por associar figuras infantis (pôneis em desenho animado) com a palavra "malditos". Antes de Pôneis Malditos, quatro vídeos da Nissan já haviam sido investigados pelo Conar. Márcio Oliveira comentou: "Faremos nossa defesa no Conar embasados em argumentos. E, nesse caso, um fato incontestável é que o comercial já chegou a 5,7 milhões de acessos no portal YouTube com 90% de aprovação, não só por clicarem espontaneamente o símbolo Like, como pelos ótimos comentários. Isso demonstra que a grande maioria não se sente afetada ou ofendida". Pouco tempo após o anúncio do processo, o assunto estava entre os cinco mais comentados do Twitter. No dia 29 de setembro, o processo foi arquivado.

## Impacto e legado
Pôneis Malditos teve impacto positivo à Nissan do Brasil pouco tempo após sua veiculação. Em agosto de 2011, a marca vendeu 5.375 carros, 81% a mais que o mesmo período de 2010. Obteve também o recorde de vendas para a Frontier desde que o modelo foi lançado no país, em 2002, com 1.488 picapes vendidas, ou 110% a mais que em agosto de 2010. Outros modelos também aumentaram significativamente em vendas. Com os resultados, a Nissan aumentou sua participação de mercado para 1,8%. Márcio Oliveira disse que o movimento nas concessionárias aumentaram em aproximadamente 40%. Segundo Christian Meunier, presidente da Nissan do Brasil, a propaganda aproximou brasileiros à marca.
Pôneis Malditos foi o nono comercial mais compartilhado do mundo em 2011. No dia 12 de novembro de 2011, o comercial chegou a dez prêmios ganhos, incluindo os internacionais El Ojo e Yahoo! Big Idea Chair 2011. Mais tarde, ganhou o prêmio de melhor comercial exibido pelo SBT naquele ano, e foi indicado ao Prêmio Folha UOL. Além de aparecer na lista de melhores propagandas de carros do ano do UOL, apareceu nas listas de melhores memes do ano do UOL Tecnologia, Tecmundo, e Super. É citado no livro Os 198 Maiores Memes Brasileiros que Você Respeita, de Kleyson Barbosa.
No dia 24 de fevereiro de 2012, foi lançada a propaganda Cavalgada dos Pôneis Malditos, considerada uma sequência de Pôneis Malditos. Em três dias, o vídeo atingiu um milhão de visualizações no YouTube, e ficou entre os assuntos mais comentados do Twitter.

## Conteúdo adicional
- «Bastidores da campanha "Pôneis Malditos" da Nissan criada pela Lew'LaraTBWA». Reclame. Consultado em 5 de setembro de 2021 – via YouTube